# Mandevilla lata
Mandevilla lata är en oleanderväxtart som beskrevs av Markgraf. Mandevilla lata ingår i släktet Mandevilla och familjen oleanderväxter. Inga underarter finns listade i Catalogue of Life.